# Grand-Monchaut
Grand-Monchaut (parfois Grand-Monchau) est un important hameau de la commune belge d’Ellezelles situé en Région wallonne dans la province de Hainaut. Sis sur un des nombreux « monts » mineurs du Pays des Collines, il se trouve à 6 km au sud d’Ellezelles sur la route conduisant à Lahamaide.
Bien que connu comme « hameau » Grand-Monchaut a son église, qui est toujours paroissiale (saint Antoine de Padoue) et son cimetière. Du Grand-Monchaut part un ruisseau qui se jette dans l'Ancre à Wodecq pour aboutir dans la Dendre à Lessines. Le hameau se trouve au cœur du parc naturel appelé Pays des Collines.